# Полянское (Калининградская область)
Полянское (до 1938 — Ужбаллен (нем. Uszballen), до 1946 — Линднерсхорст (нем. Lindnershorst)) — посёлок в Краснознаменском городском округе Калининградской области. Входил в состав Алексеевского сельского поселения.

## История
Посёлок Полянское образован после Великой Отечественной войны в 1946 году в результате объединения населённых пунктов Линднерсхорст (до 1938 года — Ужбаллен), Баллен (до 1938 — Баллупёнен) и Фридриксвайлер (до 1938 Кёнигсхульд). 

## Население
| 1867 | 1885 | 1905 | 1910 | 1933 | 1933 | 2002 |
| ---- | ---- | ---- | ---- | ---- | ---- | ---- |
| 62   | ↗69  | ↗92  | ↘89  | ↘77  | ↗82  | ↘52  |
| 2010 |      |      |      |      |      |      |
| ↗57  |      |      |      |      |      |      |

В 1933 году в Баллупёнене проживало 106 человек, в 1939 году - 96 человек.